# European Challenge Cup 1997-1998
La European Challenge Cup 1997-98 (in inglese 1997–98 European Challenge Cup; in francese Challenge européen 1997-98) fu la 2ª edizione della European Challenge Cup, competizione per club di rugby a 15 organizzata da European Rugby Cup come torneo cadetto della Heineken Cup.
Si tenne dal 6 settembre 1997 al 1º febbraio 1998 tra 32 squadre di club provenienti dalle federazioni di Francia, Galles, Inghilterra, Irlanda, Italia, Romania e Scozia e per la seconda volta consecutiva vide una finale completamente francese, con il Colomiers che batté 43-5 l'Agen per la sua prima vittoria nella competizione.

## Formula
Le 32 squadre furono suddivise in 8 gironi da quattro squadre ciascuno, ognuna delle quali dovette affrontare in gara di andata e ritorno tutti gli altri avversari.
Le vincitrici di ogni girone passarono ai quarti di finale a eliminazione diretta in gara unica: le quattro migliori vincitrici furono accoppiate a ciascuna delle altre quattro prime classificate.
Le semifinali si tennero tra le vincitrici dei due quarti di finale.
La finale si tenne ai Sept Deniers, stadio di Tolosa (Francia) altrimenti noto come Ernest Wallon.

## Squadre partecipanti
| Girone A                                                                              | Girone B                                                                                       | Girone C                                                                                           | Girone D                                                                                               | Girone E                                                                                | Girone F                                                                              | Girone G                                                                                   | Girone H                                                                           |
| ------------------------------------------------------------------------------------- | ---------------------------------------------------------------------------------------------- | -------------------------------------------------------------------------------------------------- | --- | --------------------------------------------------------------------------------------- | ------------------------------------------------------------------------------------- | ------------------------------------------------------------------------------------------ | ---------------------------------------------------------------------------------- |
| - Agen (Francia) - La Rochelle (Francia) - Ebbw Vale (Galles) - Bristol (Inghilterra) | - Montferrand (Francia) - Montpellier (Francia) - Newport (Galles) - Sale Sharks (Inghilterra) | - Dax (Francia) - Stade français (Francia) - London Irish (Inghilterra) - Farul Costanza (Romania) | - Bordeaux-Bègles-Gironde (Francia) - Nizza (Francia) - Northampton (Inghilterra) - Connacht (Irlanda) | - Colomiers (Francia) - Grenoble (Francia) - Bridgend (Galles) - Richmond (Inghilterra) | - Béziers (Francia) - Tolone (Francia) - Gloucester (Inghilterra) - Petrarca (Italia) | - Biarritz (Francia) - Perpignano (Francia) - Newcastle (Inghilterra) - Edimburgo (Scozia) | - Castres (Francia) - Narbonne (Francia) - Neath (Galles) - Saracens (Inghilterra) |

## Fase a gironi

### Girone A
| Data       | Incontro                | Risultato |
| ---------- | ----------------------- | --------- |
| 7-9-1997   | Bristol – La Rochelle   | 33-14     |
| 7-9-1997   | Ebbw Vale – Agen        | 16-27     |
| 13-9-1997  | Ebbw Vale – Bristol     | 28-15     |
| 14-9-1997  | La Rochelle – Agen      | 20-33     |
| 20-9-1997  | Agen – Bristol          | 45-18     |
| 20-9-1997  | La Rochelle – Ebbw Vale | 25-24     |
| 27-9-1997  | Bristol – Ebbw Vale     | 18-16     |
| 27-9-1997  | Agen – La Rochelle      | 21-15     |
| 3-10-1997  | Bristol – Agen          | 24-42     |
| 3-10-1997  | Ebbw Vale – La Rochelle | 21-19     |
| 11-10-1997 | Agen – Ebbw Vale        | 51-12     |
| 12-10-1997 | La Rochelle – Bristol   | 35-7      |

#### Classifica
| Pos | Squadra     | G | V | N | P | PF  | PS  | P±  | PT |
| --- | ----------- | - | - | - | - | --- | --- | --- | -- |
| A1  | Agen        | 6 | 6 | 0 | 0 | 219 | 105 | 114 | 12 |
| A2  | Bristol     | 6 | 2 | 0 | 4 | 115 | 180 | −65 | 4  |
| A3  | Ebbw Vale   | 6 | 2 | 0 | 4 | 117 | 155 | −38 | 4  |
| A4  | La Rochelle | 6 | 2 | 0 | 4 | 128 | 139 | −11 | 4  |

### Girone B
| Data       | Incontro                  | Risultato |
| ---------- | ------------------------- | --------- |
| 7-9-1997   | Newport – Montpellier     | 42-17     |
| 7-9-1997   | Montferrand – Sale Sharks | 25-16     |
| 13-9-1997  | Montferrand – Newport     | 58-32     |
| 14-9-1997  | Montpellier – Sale Sharks | 30-12     |
| 21-9-1997  | Montpellier – Montferrand | 16-18     |
| 21-9-1997  | Sale Sharks – Newport     | 61-27     |
| 27-9-1997  | Newport – Montferrand     | 26-31     |
| 28-9-1997  | Sale Sharks – Montpellier | 43-3      |
| 4-10-1997  | Newport – Sale Sharks     | 17-11     |
| 4-10-1997  | Montferrand – Montpellier | 56-10     |
| 12-10-1997 | Montpellier – Newport     | 14-28     |
| 12-10-1997 | Sale Sharks – Montferrand | 20-15     |

#### Classifica
| Pos | Squadra     | G | V | N | P | PF  | PS  | P±   | PT |
| --- | ----------- | - | - | - | - | --- | --- | ---- | -- |
| B1  | Montferrand | 6 | 5 | 0 | 1 | 203 | 120 | 83   | 10 |
| B2  | Newport     | 6 | 3 | 0 | 3 | 172 | 192 | −20  | 6  |
| B3  | Sale Sharks | 6 | 3 | 0 | 3 | 163 | 117 | 46   | 6  |
| B4  | Montpellier | 6 | 1 | 0 | 5 | 90  | 199 | −109 | 2  |

### Girone C
| Data       | Incontro                        | Risultato |
| ---------- | ------------------------------- | --------- |
| 6-9-1997   | Dax – Farul Costanza            | 32-20     |
| 7-9-1997   | London Irish – Stade Français   | 25-41     |
| 12-9-1997  | Dax – London Irish              | 34-19     |
| 13-9-1997  | Stade Français – Farul Costanza | 83-10     |
| 20-9-1997  | Stade Français – Dax            | 65-19     |
| 20-9-1997  | Farul Costanza – London Irish   | 9-26      |
| 27-9-1997  | London Irish – Dax              | 24-11     |
| 27-9-1997  | Farul Costanza – Stade Français | 28-85     |
| 4-10-1997  | Dax – Stade Français            | 20-35     |
| 4-10-1997  | London Irish – Farul Costanza   | 46-10     |
| 11-10-1997 | Stade Français – London Irish   | 28-29     |
| 11-10-1997 | Farul Costanza – Dax            | 17-23     |

#### Classifica
| Pos | Squadra        | G | V | N | P | PF  | PS  | P±   | PT |
| --- | -------------- | - | - | - | - | --- | --- | ---- | -- |
| C1  | Stade français | 6 | 5 | 0 | 1 | 337 | 131 | 206  | 10 |
| C2  | London Irish   | 6 | 4 | 0 | 2 | 169 | 133 | 36   | 8  |
| C3  | Dax            | 6 | 3 | 0 | 3 | 139 | 180 | −41  | 6  |
| C4  | Farul Costanza | 6 | 0 | 0 | 6 | 94  | 295 | −201 | 0  |

### Girone D
| Data       | Incontro                      | Risultato |
| ---------- | ----------------------------- | --------- |
| 6-9-1997   | Nizza – Bordeaux-Bègles       | 24-25     |
| 9-9-1997   | Connacht – Northampton        | 43-13     |
| 13-9-1997  | Northampton – Bordeaux-Bègles | 25-13     |
| 14-9-1997  | Nizza – Connacht              | 20-16     |
| 20-9-1997  | Northampton – Nizza           | 66-7      |
| 20-9-1997  | Bordeaux-Bègles – Connacht    | 9-15      |
| 27-9-1997  | Connacht – Nizza              | 28-25     |
| 27-9-1997  | Bordeaux-Bègles – Northampton | 23-16     |
| 4-10-1997  | Connacht – Bordeaux-Bègles    | 22-16     |
| 4-10-1997  | Nizza – Northampton           | 10-26     |
| 11-10-1997 | Northampton – Connacht        | 15-20     |
| 11-10-1997 | Bordeaux-Bègles – Nizza       | 27-8      |

#### Classifica
| Pos | Squadra                 | G | V | N | P | PF  | PS  | P±  | PT |
| --- | ----------------------- | - | - | - | - | --- | --- | --- | -- |
| D1  | Connacht                | 6 | 5 | 0 | 1 | 144 | 97  | 47  | 10 |
| D2  | Northampton             | 6 | 3 | 0 | 3 | 161 | 116 | 45  | 6  |
| D3  | Bordeaux-Bègles-Gironde | 6 | 3 | 0 | 3 | 112 | 110 | 2   | 6  |
| D4  | Nizza                   | 6 | 1 | 0 | 5 | 94  | 188 | −94 | 2  |

### Girone E
| Data       | Incontro             | Risultato |
| ---------- | -------------------- | --------- |
| 7-9-1997   | Grenoble – Bridgend  | 33-35     |
| 7-9-1997   | Colomiers – Richmond | 34-18     |
| 13-9-1997  | Richmond – Bridgend  | 43-14     |
| 14-9-1997  | Colomiers – Grenoble | 60-10     |
| 20-9-1997  | Bridgend – Colomiers | 24-49     |
| 20-9-1997  | Richmond – Grenoble  | 37-8      |
| 27-9-1997  | Bridgend – Richmond  | 12-44     |
| 27-9-1997  | Grenoble – Colomiers | 24-29     |
| 3-10-1997  | Colomiers – Bridgend | 69-20     |
| 3-10-1997  | Grenoble – Richmond  | 16-29     |
| 11-10-1997 | Bridgend – Grenoble  | 25-21     |
| 12-10-1997 | Richmond – Colomiers | 25-49     |

#### Classifica
| Pos | Squadra   | G | V | N | P | PF  | PS  | P±   | PT |
| --- | --------- | - | - | - | - | --- | --- | ---- | -- |
| E1  | Colomiers | 6 | 6 | 0 | 0 | 290 | 121 | 169  | 12 |
| E2  | Richmond  | 6 | 4 | 0 | 2 | 196 | 133 | 63   | 8  |
| E3  | Bridgend  | 6 | 2 | 0 | 4 | 130 | 259 | −129 | 4  |
| E4  | Grenoble  | 6 | 0 | 0 | 6 | 112 | 215 | −103 | 0  |

### Girone F
| Data       | Incontro                     | Risultato |
| ---------- | ---------------------------- | --------- |
| 6-9-1997   | Tolone – Béziers             | 19-14     |
| 7-9-1997   | Gloucester – Petrarca Padova | 43-10     |
| 13-9-1997  | Gloucester – Tolone          | 18-15     |
| 13-9-1997  | Béziers – Petrarca           | 40-23     |
| 20-9-1997  | Béziers – Gloucester         | 27-29     |
| 21-9-1997  | Petrarca – Tolone            | 13-54     |
| 27-9-1997  | Petrarca – Béziers           | 26-26     |
| 28-9-1997  | Tolone – Gloucester          | 16-13     |
| 4-10-1997  | Gloucester – Béziers         | 38-17     |
| 4-10-1997  | Tolone – Petrarca            | 20-20     |
| 11-10-1997 | Béziers – Tolone             | 26-12     |
| 12-10-1997 | Petrarca – Gloucester        | 16-29     |

#### Classifica
| Pos | Squadra    | G | V | N | P | PF  | PS  | P±   | PT |
| --- | ---------- | - | - | - | - | --- | --- | ---- | -- |
| F1  | Gloucester | 6 | 5 | 0 | 1 | 170 | 101 | 69   | 10 |
| F2  | Tolone     | 6 | 3 | 1 | 2 | 136 | 104 | 32   | 7  |
| F3  | Béziers    | 6 | 2 | 1 | 3 | 150 | 147 | 3    | 5  |
| F4  | Petrarca   | 6 | 0 | 2 | 4 | 108 | 212 | −104 | 2  |

### Girone G
| Data       | Incontro               | Risultato |
| ---------- | ---------------------- | --------- |
| 7-9-1997   | Newcastle – Biarritz   | 37-10     |
| 7-9-1997   | Perpignano – Edimburgo | 21-9      |
| 14-9-1997  | Edimburgo – Biarritz   | 15-32     |
| 14-9-1997  | Newcastle – Perpignano | 60-3      |
| 20-9-1997  | Biarritz – Perpignano  | 18-6      |
| 21-9-1997  | Edimburgo – Newcastle  | 16-40     |
| 27-9-1997  | Biarritz – Edimburgo   | 25-27     |
| 28-9-1997  | Perpignano – Newcastle | 13-27     |
| 4-10-1997  | Perpignano – Biarritz  | 40-6      |
| 5-10-1997  | Newcastle – Edimburgo  | 72-24     |
| 11-10-1997 | Biarritz – Newcastle   | 32-28     |
| 12-10-1997 | Edimburgo – Perpignano | 18-15     |

#### Classifica
| Pos | Squadra    | G | V | N | P | PF  | PS  | P±  | PT |
| --- | ---------- | - | - | - | - | --- | --- | --- | -- |
| G1  | Newcastle  | 6 | 5 | 0 | 1 | 264 | 98  | 166 | 10 |
| G2  | Biarritz   | 6 | 3 | 0 | 3 | 123 | 153 | −30 | 6  |
| G3  | Perpignano | 6 | 2 | 0 | 4 | 98  | 138 | −40 | 4  |
| G4  | Edimburgo  | 6 | 2 | 0 | 4 | 109 | 205 | −96 | 4  |

### Girone H
| Data       | Incontro           | Risultato |
| ---------- | ------------------ | --------- |
| 7-9-1997   | Neath – Castres    | 12-36     |
| 7-9-1997   | Narbona – Saracens | 16-18     |
| 13-9-1997  | Neath – Narbona    | 10-50     |
| 14-9-1997  | Saracens – Castres | 26-21     |
| 20-9-1997  | Castres – Narbona  | 24-19     |
| 21-9-1997  | Saracens – Neath   | 69-30     |
| 27-9-1997  | Castres – Saracens | 32-18     |
| 27-9-1997  | Narbona – Neath    | 52-21     |
| 4-10-1997  | Neath – Saracens   | 12-26     |
| 5-10-1997  | Narbona – Castres  | 14-25     |
| 11-10-1997 | Castres – Neath    | 68-8      |
| 12-10-1997 | Saracens – Narbona | 40-17     |

#### Classifica
| Pos | Squadra  | G | V | N | P | PF  | PS  | P±   | PT |
| --- | -------- | - | - | - | - | --- | --- | ---- | -- |
| H1  | Castres  | 6 | 5 | 0 | 1 | 206 | 97  | 109  | 10 |
| H2  | Saracens | 6 | 5 | 0 | 1 | 197 | 128 | 69   | 10 |
| H3  | Narbonne | 6 | 2 | 0 | 4 | 168 | 138 | 30   | 4  |
| H4  | Neath    | 6 | 0 | 0 | 6 | 93  | 301 | −208 | 0  |

## Fase aplay-off
|  | Quarti di finale | Quarti di finale | Quarti di finale |      |                | Semifinali | Semifinali | Semifinali |  |  | Finale | Finale    | Finale |
|  |                  |                  |                  |      |                |            |            |            |  |  |        |           |        |
|  | 1                | Colomiers        | 23               |      |                |            |            |            |  |  |        |           |        |
|  | 5                | Montferrand      | 13               |      |                |            |            |            |  |  |        |           |        |
|  | 5                | Montferrand      | 13               |      | 1              | Colomiers  | 19         |            |  |  |        |           |        |
|  |                  |                  |                  |      | 1              | Colomiers  | 19         |            |  |  |        |           |        |
|  |                  | 3                | Stade français   | 13   |                |            |            |            |  |  |        |           |        |
|  | 3                | 3                | Stade français   | 13   | Stade français | 53         |            |            |  |  |        |           |        |
|  | 3                |                  |                  |      | Stade français | 53         |            |            |  |  |        |           |        |
|  | 7                | Gloucester       | 22               |      |                |            |            |            |  |  |        |           |        |
|  |                  |                  |                  |      |                |            |            |            |  |  | 1      | Colomiers | 43     |
|  |                  |                  | 2                | Agen | 5              |            |            |            |  |  |        |           |        |
|  | 2                | Agen             | 40               |      |                |            |            |            |  |  |        |           |        |
|  | 8                | Connacht         | 27               |      |                |            |            |            |  |  |        |           |        |
|  | 8                | Connacht         | 27               |      | 2              | Agen       | 12         |            |  |  |        |           |        |
|  |                  |                  |                  |      | 2              | Agen       | 12         |            |  |  |        |           |        |
|  |                  | 4                | Newcastle        | 9    |                |            |            |            |  |  |        |           |        |
|  | 4                | 4                | Newcastle        | 9    | Newcastle      | 44         |            |            |  |  |        |           |        |
|  | 4                |                  |                  |      | Newcastle      | 44         |            |            |  |  |        |           |        |
|  | 6                | Castres          | 0                |      |                |            |            |            |  |  |        |           |        |

### Quarti di finale
| Arbitro: | Gordon Black |

|                                                                 |      |                       |
| Bolobolo (2) Juillet Pool-Jones Gimbert Laussucq Reigt Dominici | mt   | Lumsden Osman tecnica |
| Reigt (5)                                                       | tr   | Fanolua (2)           |
| Reigt                                                           | c.p. | Fanolua               |

| Arbitro: | Tony Spreadbury |

|                                  |      |                          |
| Loubere (2) Benazzi (2) Dal Maso | mt   | McGuinness Maher Southam |
| Bouic (3)                        | tr   | Elwood (3)               |
| Bouic (3)                        | c.p. | Elwood (2)               |

| Arbitro: | Patric Thomas |

|                  |      |              |
| Biboulet tecnica | mt   | Nadau        |
| Labit (2)        | tr   | Merceron     |
| Labit (3)        | c.p. | Merceron (2) |

| Arbitro: | Paul Adams |

|                               |      |  |
| Tait (2) Tuigamala Andrew Lam | mt   |  |
| Andrew (5)                    | tr   |  |
| Andrew (3)                    | c.p. |  |

### Semifinali
| Arbitro: | Bertie Smith |

|           |      |            |
| Mazas (3) | c.p. | Andrew (3) |
| Bouic     | drop |            |

| Arbitro: | Joël Dumé |

|                   |      |           |
| Sieurac De Giusti | mt   | Lombard   |
|                   | tr   | Reigt (2) |
| Labit (3)         | c.p. | Reigt     |

### Finale
| Arbitro: | Ed Morrison |

| |              | |
| Sieurac 15’ De Giusti 18’, 38’ Biboulet 33’ Roque 42’ Bru 75’ Galthié 80’                                                                                                   | mt           | 25’ Porcu |
| · 59’ Sadourny (c) · Biboulet · 55’ Roque · Sieurac · 40’ Dalpos · Carré · Galthié · Peysson · 40’ Manent · De Giusti · 71’ Lorenzi · Revallier · Pagès · Bru · 40’ Beyssen | Formazioni   | · Heymans 68’ · Cistacq · Campan · J.M. Matéo · J.F. Matéo 40’ 68’ · Bouic 40’ · Tastet 40’ · Bohn 48’ · Troader · Benetton (c.) 55’ · Porcu · El Mekkaoui · Piacentini · Dal Maso · Rodriguez |
| · 40’ Nonès · 40’ D. Skrela · 40’ Tabacco · 55’ Barrau · 59’ Milhas · 71’ Moro                                                                                              | Sostituzioni | · Prosper 40’ · Sudre 40’ · Thomas 40’ · Bourdeilh 48’ · Lubrano 55’ · Terle 63e’ |
| Jacques Brunel | Allenatori   | Philippe Mothe |